# Taaningichthys paurolychnus
Taaningichthys paurolychnus és una espècie de peix de la família dels mictòfids i de l'ordre dels mictofiformes.

## Morfologia
- Els mascles poden assolir 9,5 cm de longitud total.[4][5]

## Reproducció
És sexualment madur quan assoleix els 65 mm de llargària.

## Hàbitat
És un peix marí i d'aigües profundes que viu entre 900-2.000 m de fondària.

## Distribució geogràfica
Es troba a l'Atlàntic oriental (des de Madeira fins a Cap Verd), l'Atlàntic occidental (a prop de Bermuda i Jamaica), l'Índic occidental (4°S, 60°E), el Pacífic occidental (davant les Filipines) i el Pacífic oriental (entre Hawaii i Califòrnia).